# Volta ao Algarve 2011
La Volta ao Algarve 2011, trentasettesima edizione della corsa, valida come prova del circuito UCI Europe Tour 2011 categoria 2.1, si svolse in 5 tappe dal 16 al 20 febbraio 2011 su un percorso di 707,7 km complessivi, con partenza dallo Stadio di Algarve e arrivo a Portimão. Fu vinta dal tedesco Tony Martin della squadra HTC-Highroad, che si impose in 18 ore 48 minuti e 45 secondi alla media di 37,61 km/h.
A Portimão 150 ciclisti portarono a termine la corsa.

## Tappe
| Tappa  | Data        | Percorso                             | km    | Vincitore di tappa | Leader cl. generale |
| ------ | ----------- | ------------------------------------ | ----- | ------------------ | ------------------- |
| 1ª     | 16 febbraio | Estádio Algarve > Albufeira          | 157,5 | Philippe Gilbert   | Philippe Gilbert    |
| 2ª     | 17 febbraio | Lagoa > Lagos                        | 186,5 | John Degenkolb     | Philippe Gilbert    |
| 3ª     | 18 febbraio | Tavira > Alto do Malhão              | 179,2 | Stephen Cummings   | Stephen Cummings    |
| 4ª     | 19 febbraio | Albufeira > Tavira                   | 167,3 | André Greipel      | Stephen Cummings    |
| 5ª     | 20 febbraio | Lagoa > Portimão (Cron. individuale) | 17,2  | Tony Martin        | Tony Martin         |
| Totale | Totale      | Totale                               | 707,7 |                    |                     |

## Squadre e corridori partecipanti
| N.      | Cod. | Squadra                |
| ------- | ---- | ---------------------- |
| 1-8     | SBS  | Saxo Bank-Sungard      |
| 11-18   | AST  | Pro Team Astana        |
| 21-28   | RAB  | Rabobank Cycling Team  |
| 31-38   | THR  | HTC-Highroad           |
| 41-48   | GRM  | Team Garmin-Cervélo    |
| 51-58   | OLO  | Omega Pharma-Lotto     |
| 61-68   | RSH  | Team RadioShack        |
| 71-78   | SKY  | Sky Procycling         |
| 81-88   | QST  | Quickstep Cycling Team |
| 91-98   | ALM  | AG2R La Mondiale       |
| 101-108 | VCD  | Vacansoleil-DCM        |

| N.      | Cod. | Squadra                      |
| ------- | ---- | ---------------------------- |
| 111-118 | LEO  | Team Leopard-Trek            |
| 121-128 | COF  | Cofidis, le Crédit en Ligne  |
| 131-138 | TSV  | Topsport Vlaanderen-Mercator |
| 141-148 | UHC  | UnitedHealthcare Pro Cycling |
| 151-158 | CJR  | Caja Rural                   |
| 161-168 | CCC  | CCC-Polsat Polkowice         |
| 171-178 | PRT  | Tavira-Prio                  |
| 181-188 | BEF  | Barbot-Efapel                |
| 191-198 | BOA  | Onda                         |
| 201-208 | LAR  | LA Aluminios-Antarte         |

## Dettagli delle tappe

### 1ª tappa
- 16 febbraio: Estádio Algarve > Albufeira – 157,5 km

Risultati
| Pos. | Corridore        | Squadra      | Tempo    |
| ---- | ---------------- | ------------ | -------- |
| 1    | Philippe Gilbert | Omega Pharma | 4h36'36" |
| 2    | Gerald Ciolek    | Quickstep    | a 5"     |
| 3    | André Greipel    | Omega Pharma | s.t.     |

| Pos. | Corridore        | Squadra      | Tempo    |
| ---- | ---------------- | ------------ | -------- |
| 1    | Philippe Gilbert | Omega Pharma | 4h36'26" |
| 2    | Gerald Ciolek    | Quickstep    | a 9"     |
| 3    | André Greipel    | Omega Pharma | a 11"    |

### 2ª tappa
- 17 febbraio: Lagoa > Lagos – 186,5 km

Risultati
| Pos. | Corridore        | Squadra        | Tempo    |
| ---- | ---------------- | -------------- | -------- |
| 1    | John Degenkolb   | HTC-Highroad   | 4h57'56" |
| 2    | Tyler Farrar     | Garmin-Cervélo | s.t.     |
| 3    | Michael Matthews | Rabobank       | s.t.     |

| Pos. | Corridore        | Squadra        | Tempo    |
| ---- | ---------------- | -------------- | -------- |
| 1    | Philippe Gilbert | Omega Pharma   | 9h34'23" |
| 2    | John Degenkolb   | HTC-Highroad   | a 4"     |
| 3    | Tyler Farrar     | Garmin-Cervélo | a 8"     |

### 3ª tappa
- 18 febbraio: Tavira > Alto do Malhão – 192,2 km

Risultati
| Pos. | Corridore          | Squadra        | Tempo    |
| ---- | ------------------ | -------------- | -------- |
| 1    | Stephen Cummings   | Sky Procycling | 4h56'19" |
| 2    | Tejay van Garderen | HTC-Highroad   | s.t.     |
| SQ   | Alberto Contador   | Saxo Bank      | s.t.     |

| Pos. | Corridore        | Squadra        | Tempo     |
| ---- | ---------------- | -------------- | --------- |
| 1    | Stephen Cummings | Sky Procycling | 14h30'47" |
| SQ   | Alberto Contador | Saxo Bank      | a 6"      |
| 2    | Tony Martin      | HTC-Highroad   | a 10"     |

### 4ª tappa
- 19 febbraio: Albufeira > Tavira – 167,3 km

Risultati
| Pos. | Corridore        | Squadra       | Tempo    |
| ---- | ---------------- | ------------- | -------- |
| 1    | André Greipel    | Omega Pharma  | 3h56'55" |
| 2    | Michael Matthews | Rabobank      | s.t.     |
| 3    | Anthony Ravard   | AG2R La Mond. | s.t.     |

| Pos. | Corridore        | Squadra        | Tempo     |
| ---- | ---------------- | -------------- | --------- |
| 1    | Stephen Cummings | Sky Procycling | 18h27'42" |
| SQ   | Alberto Contador | Saxo Bank      | a 6"      |
| 2    | Tony Martin      | HTC-Highroad   | a 10"     |

### 5ª tappa
- 20 febbraio: Lagoa > Portimão – Cronometro individuale – 17,2 km

Risultati
| Pos. | Corridore     | Squadra      | Tempo  |
| ---- | ------------- | ------------ | ------ |
| 1    | Tony Martin   | HTC-Highroad | 20'53" |
| 2    | Lieuwe Westra | Vacansoleil  | a 5"   |
| 3    | Tiago Machado | RadioShack   | a 26"  |

| Pos. | Corridore          | Squadra      | Tempo     |
| ---- | ------------------ | ------------ | --------- |
| 1    | Tony Martin        | HTC-Highroad | 18h48'45" |
| 2    | Tejay van Garderen | HTC-Highroad | a 32"     |
| 3    | Lieuwe Westra      | Vacansoleil  | a 39"     |

## Evoluzione delle classifiche
| Tappa              | Vincitore          | Classifica generale | Classifica a punti | Classifica scalatori | Classifica sprint | Classifica portoghesi | Classifica a squadre |
| ------------------ | ------------------ | ------------------- | ------------------ | -------------------- | ----------------- | --------------------- | -------------------- |
| 1ª                 | Philippe Gilbert   | Philippe Gilbert    | Philippe Gilbert   | Ricardo Mestre       | César Fonte       | Filipe Sousa          | Omega Pharma-Lotto   |
| 2ª                 | John Degenkolb     | Philippe Gilbert    | Philippe Gilbert   | Ricardo Mestre       | Thomas De Gendt   | Filipe Sousa          | HTC-Highroad         |
| 3ª                 | Stephen Cummings   | Stephen Cummings    | Tyler Farrar       | Ricardo Mestre       | Thomas De Gendt   | Tiago Machado         | HTC-Highroad         |
| 4ª                 | André Greipel      | Stephen Cummings    | Tyler Farrar       | Ricardo Mestre       | Thomas De Gendt   | Tiago Machado         | HTC-Highroad         |
| 5ª                 | Tony Martin        | Tony Martin         | Tyler Farrar       | Ricardo Mestre       | César Fonte       | Tiago Machado         | HTC-Highroad         |
| Classifiche finali | Classifiche finali | Tony Martin         | Tyler Farrar       | Ricardo Mestre       | César Fonte       | Tiago Machado         | HTC-Highroad         |

## Classifiche finali

### Classifica generale
| Pos. | Corridore          | Squadra        | Tempo     |
| ---- | ------------------ | -------------- | --------- |
| 1    | Tony Martin        | HTC-Highroad   | 18h48'45" |
| 2    | Tejay van Garderen | HTC-Highroad   | a 32"     |
| 3    | Lieuwe Westra      | Vacansoleil    | a 39"     |
| SQ   | Alberto Contador   | Saxo Bank      | a 41"     |
| 4    | Andreas Klöden     | RadioShack     | a 46"     |
| 5    | Tiago Machado      | RadioShack     | a 47"     |
| 6    | Stephen Cummings   | Sky Procycling | a 53"     |
| 7    | Rein Taaramäe      | Cofidis        | a 59"     |
| 8    | Luis León Sánchez  | Rabobank       | a 1'04"   |
| 9    | Thomas De Gendt    | Vacansoleil    | a 1'05"   |
| 10   | Simon Gerrans      | Sky Procycling | a 1'18"   |

### Classifica a punti
| Pos. | Corridore        | Squadra        | Punti |
| ---- | ---------------- | -------------- | ----- |
| 1    | Tyler Farrar     | Garmin-Cervélo | 49    |
| 2    | Michael Matthews | Rabobank       | 46    |
| 3    | André Greipel    | Omega Pharma   | 42    |
| 4    | John Degenkolb   | HTC-Highroad   | 39    |
| 5    | Philippe Gilbert | Omega Pharma   | 35    |

### Classifica scalatori
| Pos. | Corridore        | Squadra        | Punti |
| ---- | ---------------- | -------------- | ----- |
| 1    | Ricardo Mestre   | Tavira-Prio    | 16    |
| 2    | Jarl Salomein    | Topsport Vl.   | 13    |
| 3    | Thomas De Gendt  | Vacansoleil    | 10    |
| 4    | Wout Poels       | Vacansoleil    | 10    |
| 5    | Stephen Cummings | Sky Procycling | 9     |

### Classifica sprint
| Pos. | Corridore       | Squadra      | Tempo |
| ---- | --------------- | ------------ | ----- |
| 1    | César Fonte     | Barbot       | 8     |
| 2    | Thomas De Gendt | Vacansoleil  | 6     |
| 3    | Sergej Lagutin  | Vacansoleil  | 5     |
| 4    | Johan Coenen    | Topsport Vl. | 5     |
| 5    | Arturo Mora     | Caja Rural   | 3     |

### Classifica a squadre
| Pos. | Squadra                          | Tempo     |
| ---- | -------------------------------- | --------- |
| 1    | HTC-Highroad                     | 57h11'45" |
| 2    | Vacansoleil-DCM Pro Cycling Team | a 1'25"   |
| 3    | Rabobank Cycling Team            | a 1'38"   |
| 4    | Team RadioShack                  | a 1'49"   |
| 5    | Pro Team Astana                  | a 1'59"   |